# Zhu Xiaolin

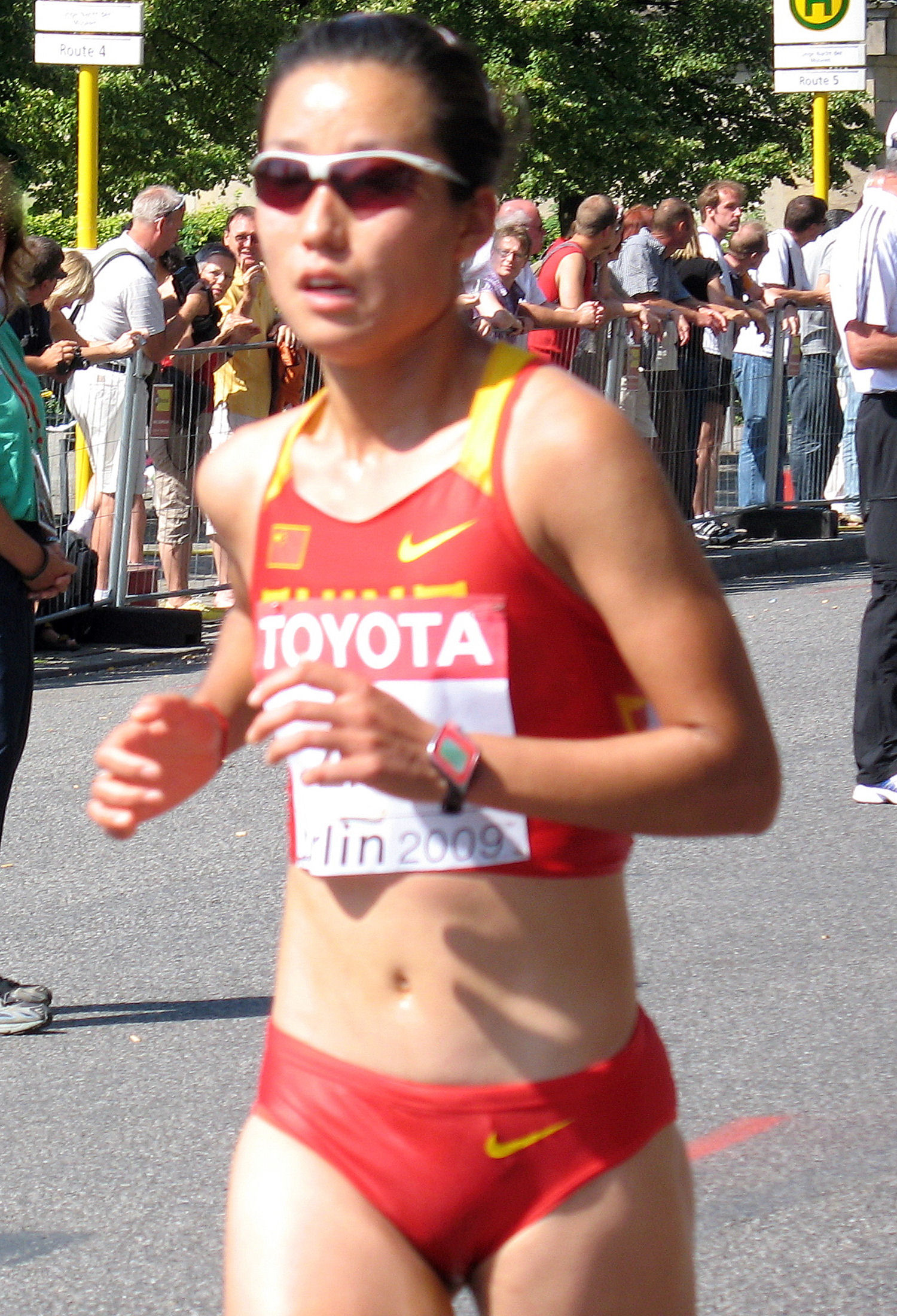
Zhu Xiaolin bei den Weltmeisterschaften 2009

Zhu Xiaolin (chinesisch 朱晓琳, Pinyin Zhū Xiǎolín; * 20. Februar 1984) ist eine chinesische Marathonläuferin.
Ihre Bestzeit stellte sie 2002 mit 2:23:57 h als Vierte des Peking-Marathons auf. 2006 wurde sie Zweite beim Xiamen-Marathon in 2:28:27 h, und ein Jahr später gewann sie an gleicher Stelle in 2:26:08 h.
Damit qualifizierte sie sich für die Weltmeisterschaften 2007 und belegte in Osaka den vierten Platz.
Ebenfalls Vierte wurde sie im Jahr darauf bei den Olympischen Spielen in Peking.
2009 wurde sie Fünfte bei den Weltmeisterschaften in Berlin und Dritte beim Peking-Marathon.
2010 siegte sie beim Brescia-Marathon auf der 10-km-Strecke und wurde Zweite bei der Stramilano.
Die 1,70 Meter große Chinesin brachte 2012 ein Wettkampfgewicht von 55 kg auf die Waage. Die von Gao Shijun trainierte Xiaolin Zhu studierte an der Tianjin Normal University. Sie stand im Aufgebot der chinesischen Mannschaft für die Olympischen Sommerspiele 2012. In London legte Xiaolin Zhu die olympische Marathonstrecke in 2:24,48 h zurück. Damit rangierte sie an 6. Stelle des Endklassements.

## Persönliche Bestzeiten
- 1500 m: 4:12,73 min, 18. Oktober 2005, Nanjing
- 3000 m (Halle): 9:04,64 min, 10. März 2002, Shanghai
- 5000 m: 15:22,35 min, 22. Oktober 2005, Nanjing
- 10.000 m: 31:53,96 min, 22. Mai 2008, Peking
- 10-km-Straßenlauf: 32:38 min, 14. März 2010, Brescia
- Halbmarathon: 1:10:07 h, 21. März 2010, Mailand
- Marathon: 2:23:57 h, 20. Oktober 2002, Peking